# الانتحار غير مؤلم (أغنية)

الانتحار غير مؤلم (بالإنجليزية: Suicide is painless)‏ هي أغنية كتب موسيقاها جوني ماندل وكتب مايكل التمان الكلمات، وهي الأغنية الرئيسية للفيلم والمسلسل التلفزيوني «ماش»، كُتبت الأغنية خصيصًا لكين بريموس (الممثل الذي يلعب دور الجندي سايدمان)، الذي غناها بمناسبة حادثة الإنتحار الكاذب للجندي والتر الدوفسكي (الممثل جون شوك) في مشهد العشاء الأخير في الفيلم.
كان للمخرج روبرت ألتمان شرطان حول أغنية ماندل، الشرط الأول أن يكون عنوان الأغنية «الإنتحار غير مؤلم»، الشرط الثاني أن تكون «أغبى أغنية كُتبت على الإطلاق». حاول ألتمان كتابة كلمات الأغانية بنفسه، ولكن عندما وجد أنه من الصعب جدًا على عقله البالغ من العمر 45 عامًا أن يكتب أغنية غبيًة بدرجة كافية، أعطى المهمة لإبنه مايكل البالغ من العمر 14 عامًا، والذي كتب كلماتها في خمس دقائق.
وجد المخرج ألتمان لاحقًا أن الأغنية مقبولة بشكل جيد، وقرر أن يستخدمها اللحن الرئيسي للفيلم، على الرغم من إعتراضات الملحن ماندل الأولية. تم غناء هذه النسخة من قبل المغنيين غير المعتمدين (يطلق عليهم مغنيين الإستوديو وهم من يتم إستدعائهم في يوم التسجيل ولا تذكر أسمائهم) ونُسبت الأغنية إلى «ماش». قال روبرت ألتمان في برنامج «عرض الليلة The Tonight Show» في الثمانينيات إنه بينما لم يجني سوى 70 ألف دولار لإخراج الفيلم، فقد كسب إبنه أكثر من مليون دولار لمشاركته في كتابة الأغنية.
تم استخدام العديد من التوزيعات الموسيقية للأغنية في المسلسل التلفزيوني. أصبحت رقم واحد في قوائم أفضل الأغاني الفردية في المملكة المتحدة في مايو 1980. إحتلت الأغنية المرتبة رقم 66 في قائمة أفضل 100 أغنية في السينما الأمريكية في القرن العشرين.

## كلمات الأغنية
من خلال ضباب الصباح الباكر أبصر Through early morning fog I see
رؤى للأشياء التي ستحدث Visions of the things to be
الآلام الآتية الي The pains that are withheld for me
أدرك وأستطيع أن أرى I realize and I can see
إن الإنتحار غير مؤلم That suicide is painless
إنه يأتي بعديد من التغييرات It brings on many changes
ويمكنني أن أخذها أو إتركها إذا أردت And I can take or leave it if I please
لعبة الحياة هي صعبة اللعب The game of life is hard to play
سأخسرها على أي حال I'm gonna lose it anyway
البطاقة الخاسرة التي سأضعها يومًا ما The losing card I'll someday lay
لذلك هذا كل ما لدي لأقوله So this is all I have to say
الإنتحار غير مؤلم Suicide is painless
إنه يأتي بعديد من التغييرات It brings on many changes
ويمكنني أن أخذه أو أتركه إذا إردت And I can take or leave it if I please
سيف الزمن سوف يخترق جلودنا The sword of time will pierce our skins
لا يؤلم عندما يبدأ It doesn't hurt when it begins
وبينما يشق مساره فينا But as it works its way on in
يزداد الألم قوة The pain grows stronger
شاهده بابتسامة Watch it grin
الإنتحار غير مؤلم Suicide is painless
إنه يأتي بعديد من التغييرات It brings on many changes
ويمكنني أن أخذه أو أتركه إذا أردت And I can take or leave it if I please
طلب مني رجل شجاع ذات مرة A brave man once requested me
الإجابة على أسئلة مهمة To answer questions that are key
هل نكون أو لا نكون Is it to be or not to be
وقلت ولماذا تسألني؟ And I replied oh why ask me?
الإنتحار غير مؤلم Suicide is painless
إنه يأتي بعديد من التغييرات It brings on many changes
ويمكنني أن أخذه أو أتركه إذا أردت And I can take or leave it if I please
ويمكنك أن تفعل الشيء نفسه إذا أردت And you can do the same thing if you please

## وصلات خارجية
- كلمات الأغنية الكاملة على مترولايركس